# تلمبه ابراهیم کمالی
تلمبه ابراهیم کمالی یک منطقهٔ مسکونی در ایران است که در دهستان بنارویه واقع شده‌است.